# Vesta Tilley
Matilda Alice Powles (13 mai 1864 – 16 septembre 1952) est une artiste britannique de music-hall. Sous le nom de scène Vesta Tilley elle devient l'une des travesties masculines les plus connues de son époque, en Angleterre et aux États-Unis. Sa carrière dure de 1869 à 1920. Elle interprète souvent des rôles de dandy et de « Fop (en) » entre autres rôles. Elle est aussi connue pour tenir le rôle principal du jeune homme dans des pantomimes.

## Les premières années
Matilda Alice Powles naît à Commandery Street, Worcester, le 13 mai 1864. C'est la deuxième enfant d'une fratrie de treize. Elle partage son prénom avec sa mère Matilda Powles. Son père Henry Powles, doreur de porcelaine de profession, aime se produire sur scène dans un numéro de music-hall. Il devient maître de cérémonie au Théâtre Royal, Gloucester.
Encouragée par son père, Matilda Alice Powles apparaît sur scène à l'âge de trois ans. Deux ans plus tard, elle chante pour la première fois habillée en garçon. Elle poursuit sa longue carrière travestie en homme, interprétant de façon satyrique des personnages populaires de dandy, de clergyman, de policier, de juge entre autres, de 1869 jusqu'en 1920. L'un de ses personnages le plus célèbre est « Burlington Bertie ».
La renommée de Powles s'étend rapidement et bientôt elle gagne suffisamment d'argent pour que son père quitte son emploi, gère sa carrière et l'accompagne en tournée. Elle prend le nom de Vesta Tilley.

## Célébrité

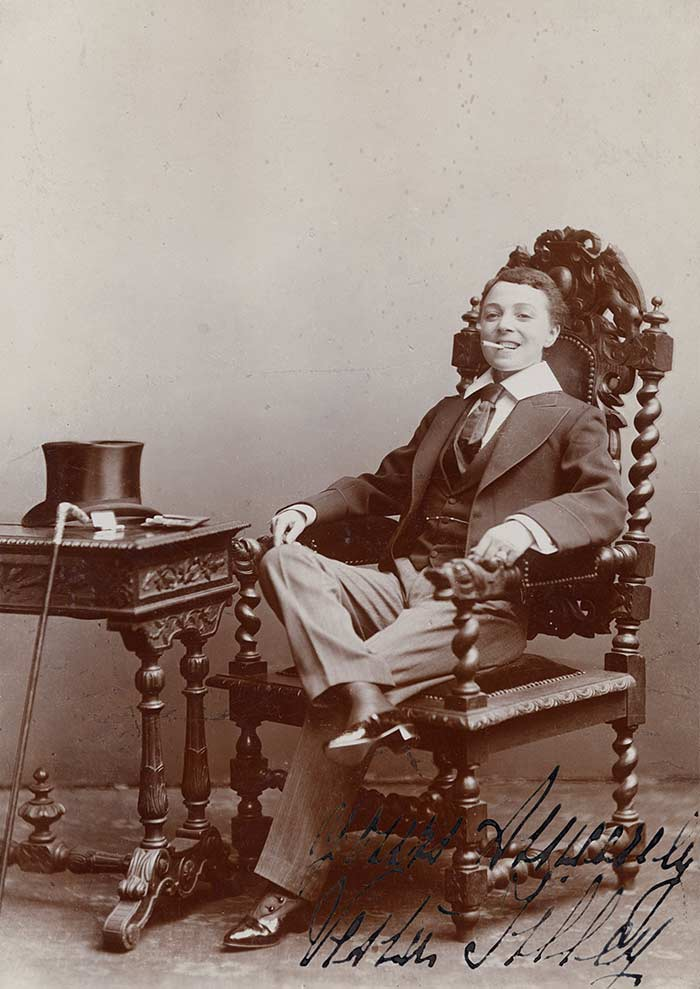
Photographie publicitaire de Vesta Tilley habillée en jeune homme dandy

Tilley aime interpréter des rôles masculins, même si elle a aussi joué des femmes. Elle observe la personnalité de différents types d'hommes et moque leurs travers et leurs manies. Elle atteint ainsi une palette d'interprétations qu'elle estime plus importante que celle des rôles féminins, plus conventionnels à cette époque.
En 1890, Powles épouse Abraham Walter de Frece (ultérieurement Sir Walter), compositeur musical et imprésario de théâtre. De Frece, devient son manager, succédant à son père mort deux ans plus tôt. Elle multiplie les tournées de music-hall et reçoit des cachets importants. En 1894, Vesta Tilley part faire sa première tournée aux États-Unis en commençant par le Tony Pastor's,.
Citons parmi ses chansons les plus célèbres Burlington Bertie, The Piccadilly Johnny with the Little Glass Eye, et Following in Father’s Footsteps,.

## Effort de guerre
Au début de la Première Guerre mondiale, comme d'autres personnalités du spectacle, Tilley et son mari s'engagent pour soutenir l'effort de guerre. En 1912, elle apparaît sur la scène du Royal Variety Performance, en uniforme kaki de soldat. Lors de sa tournée, elle incite les spectateurs à s'enrôler. Elle visite des hôpitaux et vend des Bons de guerre,.
En 1919, Walter de Frece est fait chevalier par ordre du Roi, pour services rendus à l'effort de guerre, Tilley devenant ainsi Lady de Frece. Son mari se présente au Parlement et Tilley choisit de mettre fin à sa carrière sur scène. Sa tournée d'adieu dure un an, entre 1919 et 1920. Tous les profits sont remis à des hôpitaux et à des structures caritatives pour enfants. Elle fait sa dernière apparition au Coliseum Theatre de Londres le 5 juin 1920 (à l'âge de 56 ans),.
Walter de Frece devient député conservateur. jusqu'en 1931, puis le couple déménage à Monte Carlo pour sa retraite. Après la mort de son mari en 1935, Tilley retourne vivre à Londres. Elle meurt le 16 septembre 1952, à l'âge de 88 ans. Son corps est enterré aux côtés de son mari, au cimetière de Putney Vale.